# Láng Henrik
Láng Henrik Károly (angolul: Henrik Lang) (Aszód, 1827. december 26. (keresztelés) – Budapest, 1907. október 21.) magyar honvéd, az amerikai polgárháború századosa az északiak oldalán, magyarországi publicista, a katonai utazási irodalom egyik jeles egyénisége.

## Élete
Láng Henrik és Raksányi Julianna fia. A magyar szabadságharcban harcolt a honvédseregben. A szabadságharc bukása után Romániába menekült, majd onnan Konstantinápolyba, végül 1854 körül Amerikába érkezett. Asbóth Sándor a manhattani Central Park építésénél ismerkedett meg Láng Henrikkel, aki itt éppen földmunkásként dolgozott. Láng Henriknek erős honvágya volt, ezért amnesztiáért folyamodott. Az amnesztiát meg is kapta, az erről szóló közlemény 1857. május 18-án jelent meg a Hamburger Nachrichten című lapban.
Mégsem indult haza, száműzött társait nem akarta magukra hagyni. Mivel szorgalmasan tanulta az angol nyelvet, a polgárháborúban amerikai alakulatot választott, belépett a 48. New York-i gyalogezred „C” századába.  Hadnagyként küzdötte végig az amerikai polgárháborút. 

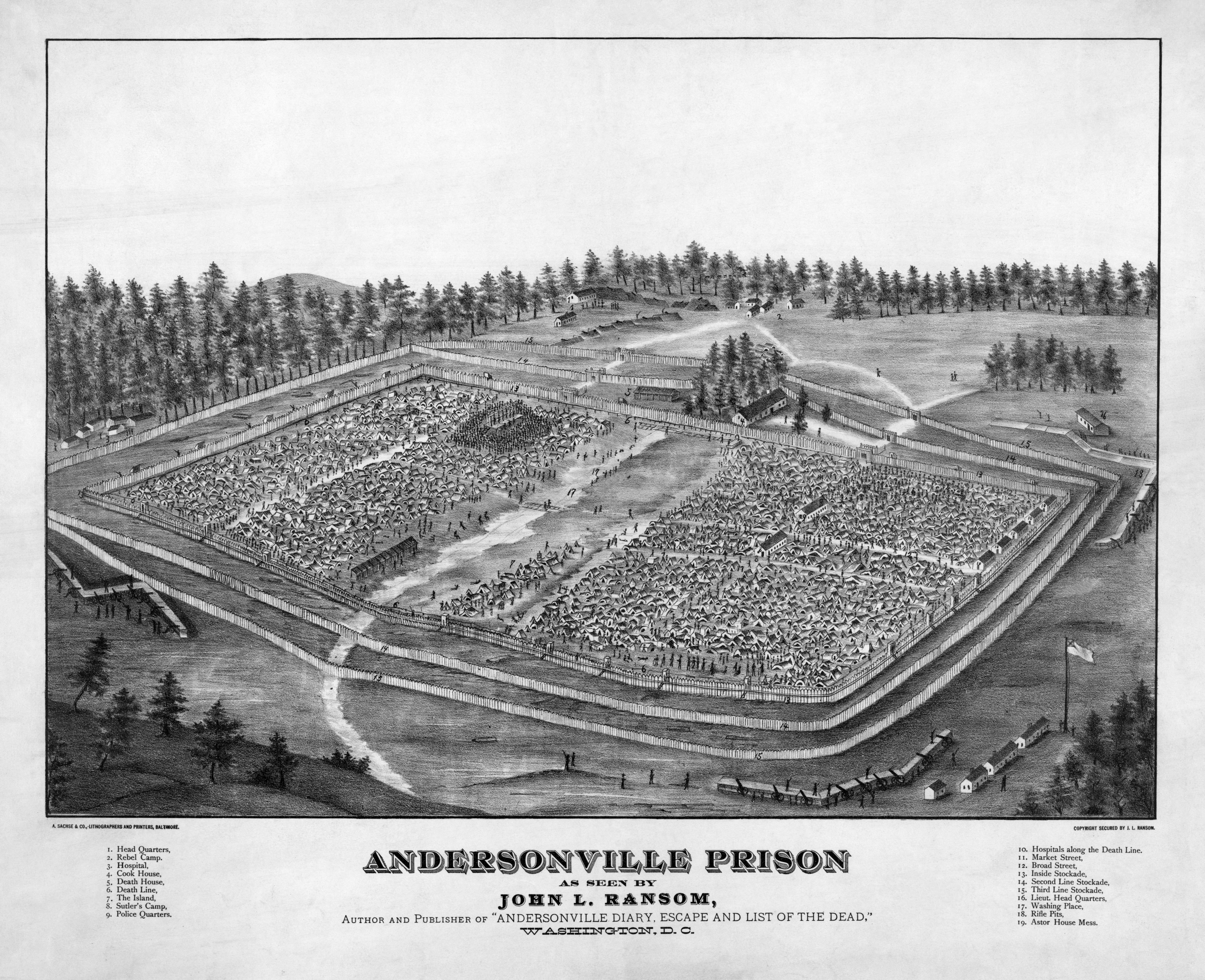
Andersonville börtöne (Georgia)

1864 elején súlyosan megsebesült, s a déliek fogságába esett, kilenc hónapot töltött a hírhedt Andersonsville börtönében (Georgia), fogolycserével szabadult. A polgárháború befejezése után még egy gyárban töltött be vezető beosztást, majd csak ezután tért haza szülőföldjére. Polgárháborúval kapcsolatos visszaemlékezéseit A Honban, a Vasárnapi Újság című hetilap 1875–76-os évfolyamaiban, s a Ludovika Akadémia közlönyében publikálta. Asbóth Sándorhoz írt leveleiben is olvashatók azok a viszontagságok, amelyekben a hosszú amerikai polgárháború alatt része volt. Amerikai katonai nyugdíját itthon is kapta haláláig, 1907-ben hunyt el. Özvegye, Ehrenfeldi Haász Mária Hermina 1908-ban kérvényezte polgárháborús özvegyi nyugdíjának folyósítását.

## Művei
- Útijegyzetek és amerikai életképek; sajtó alá rend., jegyz., utószó Pénzes Tiborc Szabolcs; Kalota Művészeti Alapítvány–Napkút, Bp., 2020